# Operação Miquéias
Operação Miquéias é uma investigação da Polícia Federal deflagrada em 19 de setembro de 2013 que objetivou desarticular duas organizações criminosas com atuações distintas: uma de lavagem de dinheiro e outra de má gestão de recursos de entidades previdenciárias públicas.
Mais de trezentos policiais federais cumpriram 102 mandados judiciais, sendo cinco de prisão preventiva, 22 de prisão temporária e 75 de busca e apreensão no Distrito Federal e nos estados de São Paulo, Rio de Janeiro, Minas Gerais, Mato Grosso, Mato Grosso do Sul, Goiás, Maranhão, Amazonas e Rondônia.

## Histórico
A investigação iniciou em 2011 objetivando apurar lavagem de dinheiro por meio da utilização de contas bancárias de empresas de fachada ou fantasmas, abertas em nome de “laranjas” ou “testas-de-ferro”, de forma a ocultar os verdadeiros responsáveis pelas movimentações. Verificou-se a existência de uma holding de empresas que consistia em um verdadeiro serviço de terceirização para lavagem do dinheiro proveniente de crimes diversos. Uma vez creditados nas contas bancárias das empresas investigadas, os valores ilícitos ficavam circulando pelas demais contas pertencentes à quadrilha até serem, enfim, sacados em espécie.
Os "laranjas" e as "empresas" eram periodicamente substituídos por outros para não despertarem atenção dos órgãos de fiscalização. Nos dezoito meses de investigação, foram sacados mais de 300 milhões de reais nas contas dessas empresas.
No curso da investigação, observou-se que os líderes da organização criminosa também desenvolviam outra atividade ilícita: o aliciamento de prefeitos e gestores de regimes próprios de Previdência Social a fim de que eles aplicassem recursos das respectivas entidades previdenciárias em fundos de investimentos com papeis pouco atrativos, geridos pela própria quadrilha e com alta probabilidade de insucesso.
Esses fundos eram formados por "papeis podres", decorrentes da contabilização de provisões de perdas por problemas de liquidez e/ou pedidos de recuperação judicial dos emissores de títulos privados que compõem suas carteiras. Severos prejuízos foram verificados no patrimônio desses regimes próprios de Previdência Social.
Os prefeitos e gestores dos regimes de previdência eram remunerados com um percentual sobre o valor aplicado. O esquema contava também com a intermediação de importantes lobistas que faziam o elo entre agentes políticos e a quadrilha.
Nessa investigação, foram verificadas irregularidades especificamente nos regimes próprios de Previdência Social das seguintes prefeituras: Manaus, Ponta Porã, Murtinho, Queimados, Formosa, Caldas Novas, Cristalina, Águas Lindas, Itaberaí, Pires do Rio, Montividiu, Jaru, Barreirinhas, Bom Jesus da Selva e Santa Luzia, Oliveira/MG.

## Operação Lava Jato
A Operação Lava Jato nasceu em meio às investigações da Operação Miqueias. Foi verificado durante rastreio de movimentações financeiras que o doleiro Carlos Habib Chater, dono do Posto da Torre localizado em Brasília, estava em atividade. Assim, foi solicitado judicialmente a interceptação telefônica do doleiro, sendo confirmada a suspeita. No posto de gasolina de Chater funcionava uma lanchonete, uma lavanderia e uma casa de câmbio. Durante as interceptações, foram descortinadas uma complexa estrutura de operadores do mercado paralelo de câmbio: quatro núcleos criminosos comandados por quatro grandes doleiros. Entre eles, estava Alberto Youssef.

## Denunciados
Em julho de 2016, o Ministério Público Federal (MPF) denunciou à Justiça, em duas ações penais, 43 pessoas por crimes como corrupção ativa e passiva, lavagem de dinheiro e organização criminosa. Entre os denunciados estão Fayed Antoine Traboulsi, apontado como o líder da organização criminosa, além de Carlos Eduardo Rocha Marzola e Flávio Júnior de Carvalho – que, segundo o MPF, também tinham papeis de destaque no esquema.

## Desdobramento
A Polícia Federal deflagrou, em 27 de junto de 2017, a Operação Naum, em um desdobramento da Operação Miqueias realizada no Distrito Federal. A investigação teve como objetivo desarticular organização criminosa que operava esquema de fraudes em aplicações do Instituto de Gestão Previdenciária do Estado do Tocantins (Igeprev/TO) em fundos problemáticos que geraram enormes prejuízos ao instituto, mediante pagamento de vantagem indevida. Os Policiais federais cumpriram medidas judiciais nos estados do Tocantins, Goiás, Santa Catarina, Rio de Janeiro, São Paulo e no Distrito Federal. Auditorias realizadas pelo Ministério da Previdência Social e sindicância feita pelo próprio Igeprev apontam que o instituto reiteradamente efetuou aplicações em desacordo com os limites e modalidades de aplicação permitidas pela resolução do Conselho Monetário Nacional (CMN), bem como em fundos problemáticos com alto risco de perdas. Foi apurado prejuízo ao erário de cerca de 260 mil reais. Também foram constatadas aplicações no montante de R$ 1,176 milhões em 27 fundos sem liquidez e com possíveis prejuízos. 